# Arte no Escuro
Arte no Escuro é uma banda brasileira de rock pós-punk e rock gótico, fundada em 1985 em Brasilia.

## História

### Início
O Arte no Escuro foi formado em Brasilia em abril de 1985 por Pedro Hiena (baixo e letras), Paulo Coelho (guitarra), Luiz "Lui" Antônio Alves (vocal e letras) e Adriano Lívio (bateria). Pedro Hiena e Paulo Coelho formaram o núcleo inicial da banda e passaram a buscar novos membros para assumir os vocais e a bateria. 
Adriano Lívio, amigo de Pedro, se junta ao trio na bateria e logo chega o Lui, amigo da turma que já havia tido experiências em outras bandas, e que foi imortalizado pela sua estampa na capa do segundo disco d'Os Paralamas do Sucesso, O Passo do Lui, de 1984. , completando a banda.
Pode-se afirmar que a trajetória do grupo configura um "passo além" rumo a uma sonoridade que não mais se via como herdeira de tradições brasileiras, como outras bandas de sua época, mas como uma legítima encarnação pós-punk e cariz gótico e intimista, com forte influência do rock britânico do inicio da década de 80.
Após a estreia em um show na cidade satélite do Gama, no Distrito Federal, a banda se apresenta em um cenário conhecido no circuito da Turma da Colina, as famosas festas no ateliê do Departamento de Arquitetura da Universidade de Brasília (UnB), por onde passaram várias bandas. A apresentação ficou marcada por uma performance do vocalista Lui que, enquanto cantava "Beije-me Cowboy" – canção que fala sobre o submundo brasiliense com cenas de prostituição e suicídio –, despeja um recipiente de tinta negra sobre si em uma performance dramática cuja cena até hoje é comentada por aqueles que presenciaram o show. Surpresa e frisson na platéia. No dia seguinte, os comentários nas rodinhas da capital era da estréia de fogo da banda. Musicalmente, a banda já iniciava com uma maturidade invejável, mas os anos seguintes provariam que havia muito ainda a realizar.
Sobre a música "Beije-me Cowboy", há quem afirme que o seu nome correto seria "Beije-me Call Boy", o que faz mais sentido com a temática da letra, de autoria de Lui. Meses após a apresentação na UnB, Lui deixa a banda em fevereiro de 1986, quando mudou-se para o Rio de Janeiro onde continuaria o seu trabalho como artista plástico dando lugar à jovem Marielle Loyola, então recém-saída da banda Escola de Escândalos, onde fazia os vocais de suporte.

### Segunda Fase
Com a nova vocalista, o Arte no Escuro – que dividia uma sala de ensaios com o grupo Finis Africae – grava sua primeira demo. O talento, a presença e o estilo da nova vocalista, serviram como grande diferencial naquele momento de efervescência musical do rock de Brasília, que estava entrando em seu auge com bandas como Capital Inicial, Legião Urbana e Plebe Rude se estabelecendo no cenário musical do país, porém todas com vocais masculinos. Assim, as rádios passaram a executar algumas músicas da fita de demonstração do grupo, notadamente "Beije-me Cowboy" e "Na Noite", tanto em rádios de Brasília como na rádio Fluminense FM, de Niterói, dedicada ao rock e à divulgação das novas bandas brasileiras. 
O som cheio de climas, vocais sussurrados, baixos melódicos e guitarras intimistas levou a banda rapidamente a despertar interesse das gravadoras, ávidas por encontrar novas “Legiões Urbanas”. As letras também carregavam em sutilezas, repleta de metáforas e fugindo do lugar-comum dos rocks de protesto. “Nada é verdade absoluta, cada pessoa entende uma coisa”, declarou em uma entrevista Pedro Hiena, autor da maioria das letras. 

Em 1987, o Arte no Escuro foi contratado pela EMI ODEON, a mesma gravadora de bandas como Os Paralamas do Sucesso, Legião Urbana e Plebe Rude, e lançariam em 1988 o LP homônimo intitulado  "Arte no Escuro", com 8 faixas, incluindo os grandes clássicos da banda como "Beije-me Cowboy", "Na Noite" e "Vencidos", que seria um álbum com evidentes mostras do impacto musical e do apelo visual do grupo. No encarte do disco, o crítico musical Tom Leão assim se refere à banda:
"E seguindo um conceito dentro do seu estilo, o ARTE NO ESCURO passeia com suas letras por temas abstratos, sombrios, melancólicos, românticos, quase que como num filme expressionista. A música flui perfeita dentro desse clima. E a voz da cantora Marielle é sublime. Ela vaga por entre as músicas criando climas que vão do hipnótico ao emocional. Em Beije-me Cowboy ela cria uma atmosfera erótico-masoquista super forte, e nas outras faixas mantém sempre o ar emocional, junto com a guitarra de Paulo Coelho, o baixo de Pedro Hiena e a bateria de Adriano. Somados, voz e instrumentos, eles formam o corpo e a alma do ARTE NO ESCURO. Mas além dos quatro integrantes a banda teve a participação de Lui (o mesmo do Passo), co-autor de quatro letras das oito músicas que compõem esse elepê de estréia."
Ironicamente, comenta-se (no livro Dias de Luta: O rock e o Brasil dos anos 80, por exemplo) que o Escola de Escândalos, banda que dispensou Marielle, foi preterida pela gravadora, que preferiu apostar justamente em sua nova e instigante banda. A produção do disco foi dividida entre Gutje Woortmann, à época baterista da banda Plebe Rude, e Mayrton Bahia, sendo as faixas mais executadas "Beije-me Cowboy" e "As Rosas".   
Meses após o lançamento do LP em 1988, a gravadora rescinde o contrato com a banda na esteira da deterioração econômica do país, depois de diversos planos fracassados para estabilização da inflação. Marielle funda a banda Volkana e as divergências musicais e as desavenças causam o fim da banda em meados de 1988, depois de 4 anos de sua formação e menos de um ano após o lançamento do disco.

## Discografia

### Álbuns de estúdio
- Arte no Escuro (LP vinil, 1988, EMI-ODEON)

| 1 |  | Beije-Me Cowboy      | 3:22 |
| 2 |  | Na Noite             | 2:37 |
| 3 |  | Celebrações          | 3:18 |
| 4 |  | Entre Aves De Rapina | 3:37 |
| 5 |  | Vencidos             | 4:20 |
| 6 |  | Boró                 | 3:06 |
| 7 |  | No Fim               | 4:03 |
| 8 |  | As Rosas             | 3:52 |

### Compilações
- Pop Rock: Para Sempre (CD vários artistas, 2001, EMI Music).
- Dicoteca Básica Vol. 1: Pop Rock Nacional dos Anos 80 (CD vários artistas, 2003, EMI Music).